# Agrotis vancouverensis
Agrotis vancouverensis là một loài bướm đêm trong họ Noctuidae.